# Жизнь так коротка
«Жизнь так коротка» (англ. Life's Too Short) — британский комедийный телесериал, созданный Рики Джервейсом, Стивеном Мерчантом и Уориком Дэвисом. Первый сезон транслировался с 10 ноября по 20 декабря 2011 года на BBC. Сериал снят в псевдодокументальном жанре и рассказывает о жизни известного актёра-карлика Уорика Дэвиса. Рики Джервейс и Стивен Мерчант играют самих себя, также в сериале снимается большое количество приглашённых звёзд.
Рики Джервейс объявил, что выход второго сезона сериала должен состояться весной 2013 года.

## Сюжет
Главным героем сериала является актёр-карлик Уорик Дэвис, за которым повсюду следует оператор. Хотя Уорик снимался в таких блокбастерах, как «Звёздные войны», «Гарри Поттер» и «Хроники Нарнии», все свои роли в крупных проектах он играл в гриме, поэтому его мало кто знает. Его актёрская карьера переживает крах, равно как и его продюсерская фирма «Карлики по найму». Кроме того, разваливается его брак, а из-за полной некомпетентности своего бухгалтера и адвоката Дэвис оказывается в долгах.

## Персонажи
- Уорик Дэвис — актёр и продюсер, владелец компании «Карлики по найму». Он уже долгое время не может получить стоящей роли и постоянно ходит в гости к Джервейсу и Мерчанту в поисках работы. Уорик также разводится с женой Сью, которая встречается со своим адвокатом по разводу. Он разрывается между желанием сохранить брак и необходимостью строить новые отношения. Из-за некомпетентности своего бухгалтера Уорик к концу первого сезона оказывается по уши в долгах и теряет квартиру.
- Рики Джервейс и Стивен Мерчант играют в сериале самих себя. Все сцены с их участием снимаются в их офисе, куда Уорик приходит выпрашивать работу. Джервейс и Мерчант из вежливости общаются с Дэвисом, но в целом не в восторге от его визитов.
- Шерил Уилкинс (Розамунд Хэнсон) — недалёкая юная особа, которую Уорик нанимает в качестве ассистента лишь по той причине, что она соглашается работать бесплатно.
- Эрик Биддл (Стив Броуди) — бухгалтер и адвокат Уорика, который не разбирается ни в финансах, ни в юриспруденции, из-за чего Уорик оказывается в долгах.
- Сью (Джо Энрайт) — жена Уорика, которая с ним разводится и начинает встречаться со своим адвокатом.

В качестве приглашённых звёзд в сериале снимались Лиам Нисон, Джонни Депп, Хелена Бонэм Картер, Right Said Fred, Стив Карелл, Кэт Дили, Стинг и Софи Эллис-Бекстор.